# Juegos Mediterráneos de 1955
Los II Juegos Mediterráneos se celebraron en Barcelona (España), del 16 al 25 de julio de 1955, bajo la denominación Barcelona 1955. La segunda cita de los Juegos Mediterráneos tuvo como escenario principal el Estadio de Montjuic, inaugurado en 1929 y remodelado especialmente para la ocasión. Barcelona estrenó, como símbolo de los Juegos, un ánfora de plata llena de agua procedente del Mediterráneo, que se derramó sobre una fuente durante la ceremonia inaugural en el Estadio. 
La cifra de participantes se elevó a 1135, todos masculinos, con 102 eventos repartidos en 19 deportes. En el medallero Francia acabó en cabeza, Italia en segundo lugar y España como tercera del podio.

## Deportes
Las diversas disciplinas deportivas se llevaron a cabo en las siguientes sedes:
- Atletismo (Resultados): Estadio de Montjuic y circuito interurbano con salida y llegada en la Avenida Reina María Cristina (maratón)
- Baloncesto: Palacio de los Deportes y Pabellón del Deporte
- Boxeo: Palacio de los Deportes
- Ciclismo: Ruta interurbana con salida y llegada en el Circuito de Montjuïc
- Equitación: Estadio de Montjuic
- Esgrima: Casino San Sebastián
- Halterofilia: Palacio de los Deportes
- Fútbol: Estadio de Montjuic, Campo de Les Corts y Estadio de Sarriá
- Gimnasia: Palacio de los Deportes
- Hockey sobre hierba:  Estadio de Montjuic
- Hockey sobre patines: Palacio de los Deportes
- Lucha: Palacio de los Deportes
- Natación: Piscina Municipal de Montjuic
- Remo: Puerto de Barcelona
- Rugby: Campo La Foixarda
- Saltos: Piscina Municipal de Montjuic
- Tiro: Tiro Nacional de Montjuic y Campo de Tiro de Pichón de Montjuic
- Vela (Resultados): Puerto de Barcelona
- Waterpolo: Piscina Municipal de Montjuic

## Medallero
| Núm. | País    | Oro | Plata | Bronce | Total |
| ---- | ------- | --- | ----- | ------ | ----- |
| 1    | Francia | 39  | 29    | 32     | 100   |
| 2    | Italia  | 33  | 27    | 24     | 84    |
| 3    | España  | 12  | 15    | 18     | 45    |
| 4    | Egipto  | 9   | 21    | 16     | 46    |
| 5    | Turquía | 8   | 3     | 3      | 14    |
| 6    | Grecia  | 1   | 7     | 7      | 15    |
| 7    | Líbano  | 1   | 1     | 4      | 6     |
| 8    | Siria   | 0   | 0     | 1      | 1     |